# Ron Lord
Ronald Alan Lord (ur. 25 lipca 1929 w Balmain, zm. 8 kwietnia 2024) – australijski piłkarz grający na pozycji bramkarza, reprezentant kraju, olimpijczyk z Melbourne 1956.

## Kariera piłkarska
Ron Lord karierę piłkarską rozpoczął w 1946 roku w klubie juniorskim Rozelle. Profesjonalną karierę rozpoczął w 1949 roku w Drummoyne. Następnie w latach 1950-1957 grał w Auburn. Następnie przeszedł do Sydney Prague, gdzie w 1965 roku zakończył piłkarską karierę. Zdobył z tym klubem mistrzostwo NSW State League (1959), sześciokrotnie AMPOL Cup (1959, 1961, 1962, 1964, 1965, 1969) oraz Federation Cup w 1958 roku.

## Kariera reprezentacyjna
Ron Lord w latach 1951-1964 rozegrał 10 meczów w reprezentacji Australii. Reprezentował swój kraj na igrzyskach olimpijskich 1956 w Melbourne, gdzie reprezentacja zakończyła udział w ćwierćfinale po przegranej 2:4 z reprezentacją Indii.

## Sukcesy piłkarskie

### Sydney Prague
- Mistrz NSW State League: 1959
- AMPOL Cup: 1959, 1961, 1962, 1964, 1965, 1969
- Federation Cup: 1958